# HD 188405
HD 188405 är en dubbelstjärna belägen i den mellersta delen av stjärnbilden Örnen. Den har en kombinerad skenbar magnitud av ca 6,51 och är mycket svagt synlig för blotta ögat där ljusföroreningar ej förekommer. Baserat på parallaxmätning inom Hipparcosuppdraget på ca 12,2 mas, beräknas den befinna sig på ett avstånd på ca 270 ljusår (ca 82 parsek) från solen. Den rör sig närmare solen med en heliocentrisk radialhastighet på ca -13 km/s.

## Egenskaper
Primärstjärnan HD 188405 A är en gul till vit stjärna i huvudserien av spektralklass F2 V. Den har en massa som är ca 1,4 solmassor, en radie som är ca 2,8 solradier och har ca 13 gånger solens utstrålning av energi från dess fotosfär vid en effektiv temperatur av ca 6 600 K.
HD 188405 är en dubbelstjärna där paret har en vinkelseparation av 1,085 bågsekunder i en bana med en omloppsperiod av ca 425 år och excentricitet 0,9414 ± 0,0020. Följeslagaren är en stjärna med skenbar magnitud 7,98.